# 珍罗兰山洞群

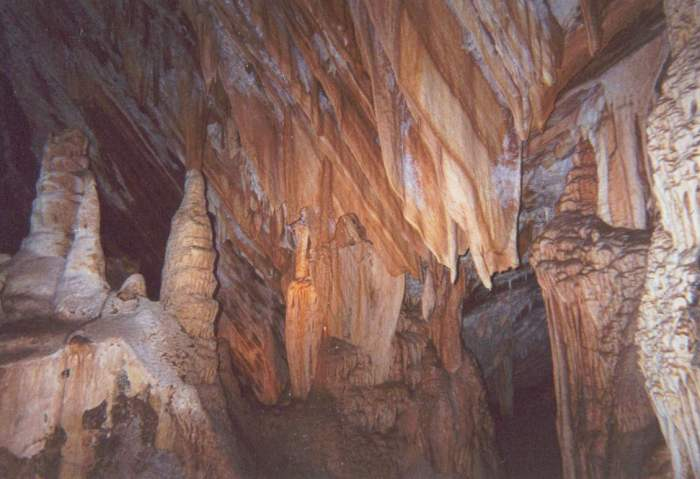
jenolan

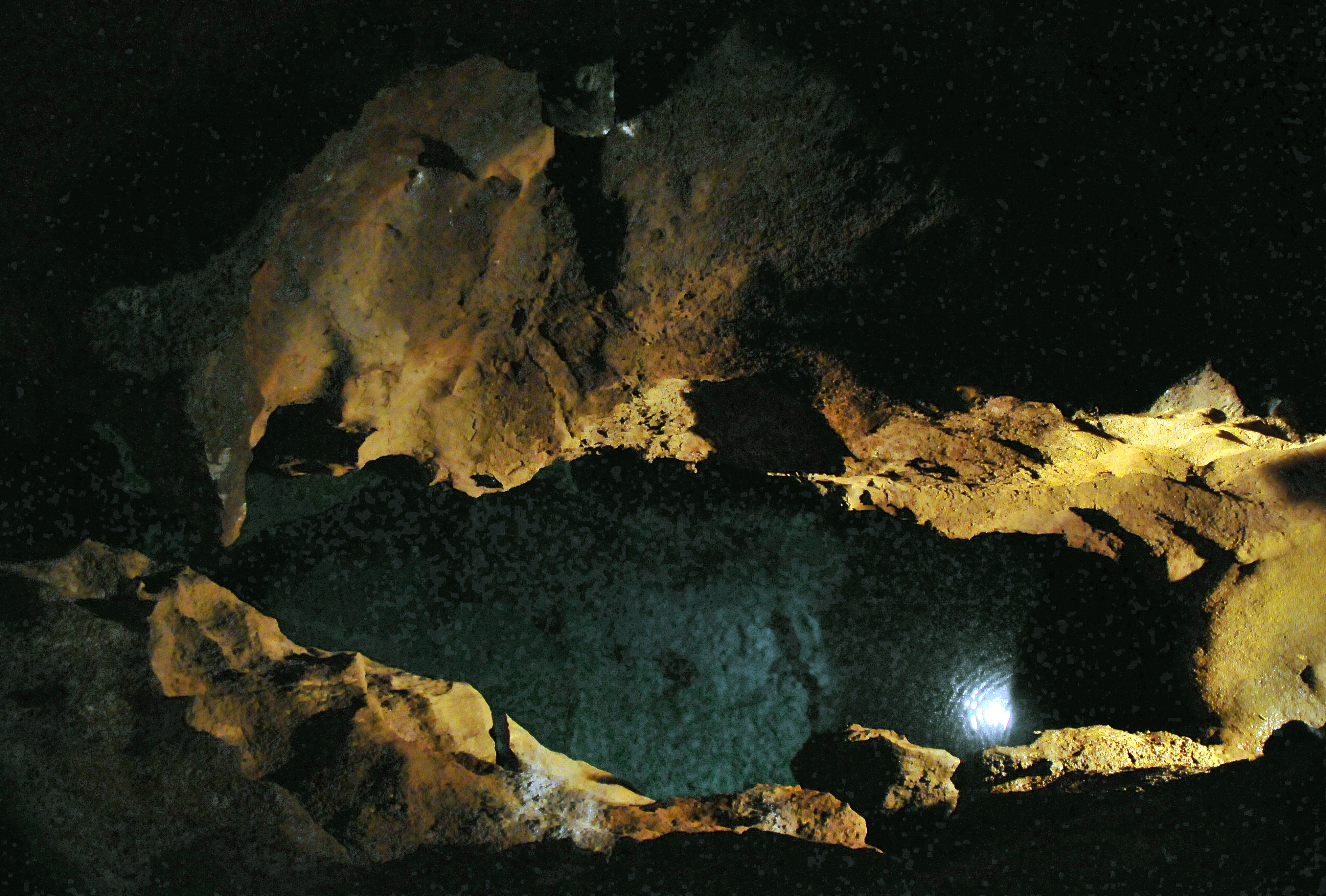
jenolan

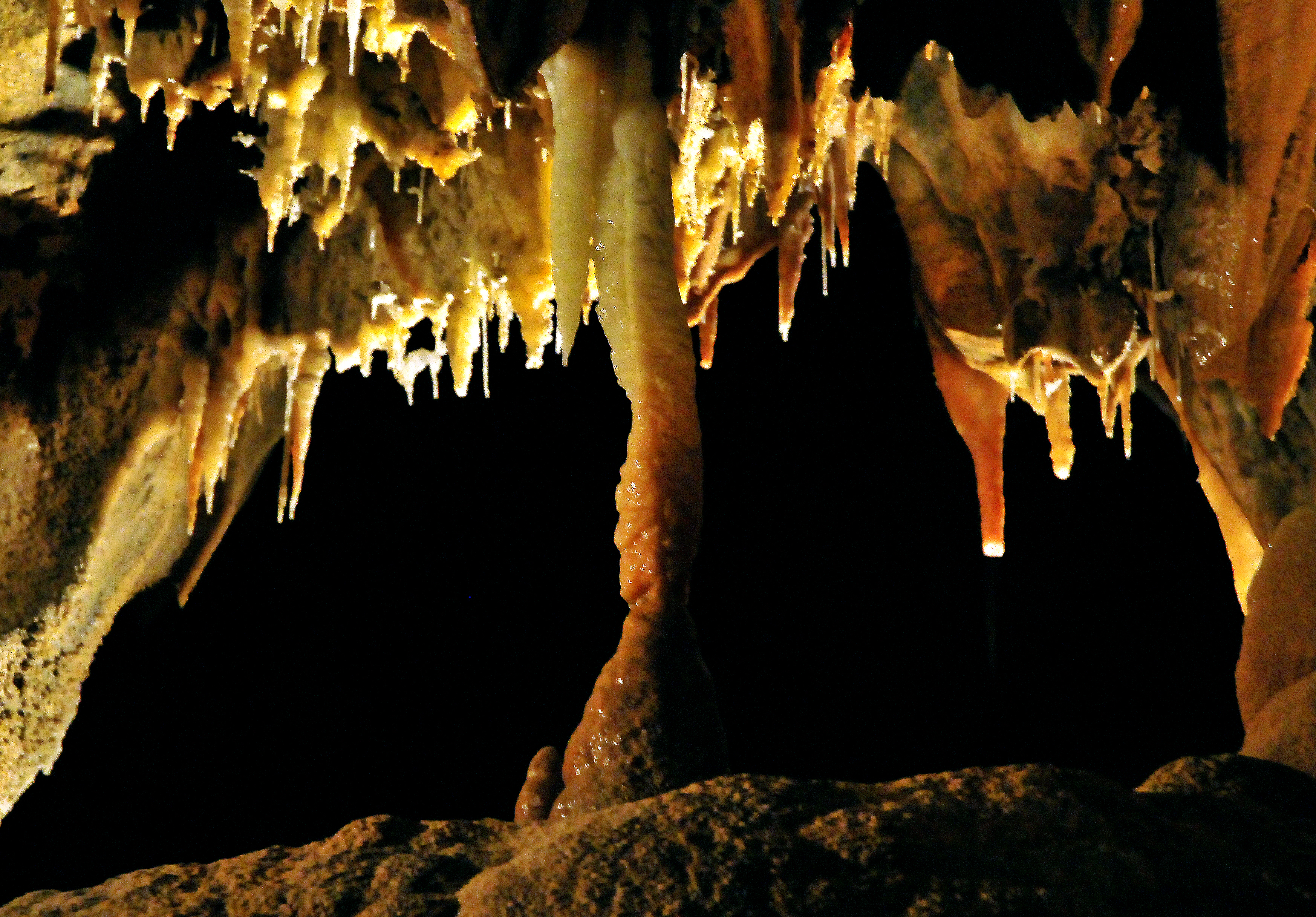
jenolan

珍罗兰山洞群（Binoomea, Bindo, Binda，Binoomea 意为黑暗处）是坐落于澳大利亚东部新南威尔士州蓝山西侧，中心高原地区珍罗兰卡斯特自然保护区的钟乳石洞。该山洞群3083公顷的保护区位于悉尼以西175公里，奥伯伦以东20公里以及卡通巴以西30公里处。
珍罗兰山洞群是澳大利亚国内的石灰岩山洞中，参观量最大且最古老的开放式山洞。山洞中包含大量希留利亚纪的海洋化石和方解石地层，时而纯白，让它们能够以美丽闻名于世。洞穴网络遵循珍罗兰河的地下河段的走向。它拥有超过40公里的多层通道和300多个入口，至今仍在探索中。这些洞穴是旅游胜地，其中有11座添加了照明设备的山洞供付费游客参观。

## 历史
2000年联合国教科文组织将珍罗兰山洞群列入世界遗产名录的大蓝山地区的八个保护区之一。珍罗兰喀斯特地貌自然保护区是世界遗产地中八个保护区里最西面的。1978年，该保护区作为澳洲大分水岭的一部分被列入国家遗产登记册。2004年，这些山洞和自然保护被列入新南威尔士州遗产登记册，并附有如下描述：
|                                        | 珍罗兰洞穴保护区具有非常重要的历史、审美、研究和珍贵意义。这些洞穴和喀斯特地貌在19世纪末和20世纪发展成为重要的科学和旅游目的地。此保护区作为新南威尔士州为保护自然资源而预留的第一个公共保护区，在这种情况下，珍罗兰洞穴有非常重要的意义。 |
| ——2004年新南威尔士州遗产登记册意义声明 | |

新南威尔士州政府列为州级遗产的地方实际上是一个自然保护区，后来只有洞穴被提名为国家遗产。（忽略了该保护区中不具有国家遗产价值的绝大部分以及不具有州重要遗产价值的一部分）。

## 命名由来
人们认为“珍罗兰”一词是“高地”的土著语，从原著语 Genowlan 一词衍生而来，寓意为“一个形似脚的高地”， 另一种解释（可能不太可能）来自于名字“J E Nolan”， 此名字源于在某洞顶发现的烟熏字迹。

## 地质学
科学家通过测量钾在衰变时产生的放射性钾和被捕获的氩气的比例，确定了洞穴中粘土的年龄约为3.4亿年，从而使该洞成为世界上最古老的已知和时间明确的开放洞穴系统。澳大利亚联邦科学与工业研究组织（CSIRO）与悉尼大学和澳大利亚博物馆联合开展了洞穴科学研究工作。